# Mae Muller
Holly Mae Muller (művésznevén: Mae Muller, Kentish Town, London, 1997. augusztus 26. – ) brit énekesnő. Ő képviselte az Egyesült Királyságot a 2023-as Eurovíziós Dalfesztiválon, Liverpoolban, az I Wrote a Song című dalával.

## Pályafutása
2007-ben gyerekként feltűnt Mika Grace Kelly című dalának videoklipjében.
Muller gyermekkorában édesanyja kedvenc énekes-dalszerzőit hallgatta: a Dixie Chickst, Gwen Stefanit és a Simon and Garfunkelt. Lily Allen debütáló albumának megjelenése egy sarkalatos pont volt az énekesnő számára. Nyolc évesen kezdett saját zenéket írni. Bár a szülei a Cambridgeshire-i Kimbolton Schoolba szerették volna beíratni, Muller végül a Belsize Parkban lévő Fine Arts College-ba járt. Még tinédzserként úgy döntött, hogy otthagyja a munkáját az American Apparelnél, és inkább dolgozik egy kocsmában Kentish Townban, hogy a nap folyamán zenével foglalkozhasson. Muller megkérte egy barátját, aki tudta, hogyan kell használni a Logicot, hogy készítsen néhány demót neki egy üveg borért cserébe. 2017-ben ezeket feltöltötte a SoundCloud-ra, melyet váratlanul nagy siker övezett. Miután készített egy videót az Instagramra, amelyben énekelt, Mullert felfedezte a menedzsere, és le is szerződtette.
Az After Hours című EP-je 2018 februárjában jelent meg, és a DIY magazin "merész, magabiztos első lépésnek" minősítette. Az After Hourst 2018 szeptemberében követte egy második EP, mely a Frankly címet viselte. Az A1234 egy "lenyűgöző munkának" minősítette, és megjegyezte, hogy Mullerre "oda kell majd figyelni".
2019. április 5-én Muller kiadta debütáló stúdióalbumát Chapter 1 címmel. Fellépett a Little Mixszel az LM5: The Tour-on a New Rules együttessel közösen. A turnét követően kiadott egy kislemezt Therapist címmel, amelyet a megjelenése előtt a turnén is előadott. A Therapist megjelenése mellett Muller bejelentette első országos turnéját is, melynek során az Egyesült Királyság öt városába látogatott el. 2020 szeptemberében Muller bejelentette, hogy harmadik EP-je 2020. november 6-án jelenik meg. A No One Else, Not Even You címet viselő EP-t az Egyesült Királyságban és Európában zajló turnéval támogatta meg. Az egyik dalához, a So Annoyinghoz készült videót Sophie Muller rendezte.
2021-ben Muller vendégénekesként szerepelt a When You're Out című dalban, amely Billen Ted első nagy slágerének, a Wellerman-nek a folytatása. Csatlakozott Neikedhez és az amerikai rapperhez, Polo G-hez a Better Days című dalban. A közös munkájuk a Billboard Hot 100-as listán az 57. helyen debütált, majd később a 23. helyig jutott. A Better Days bekerült a Pop Airplay Top 10-be az Amerikai Egyesült Államokban, és felkerült a UK Singles Chart listájára is, ahol a 32. helyet érte el. Muller előadta a dalt a The Tonight Show Starring Jimmy Fallon-ben is.
2022. október 27-én az énekesnő kiadta az I Just Came To Dance című kislemezét, melyet 2023 márciusáig több mint 2,5 millió alkalommal streameltek a Spotify-on. 2023. március 3-án Sigalával, Caity Baserrel és Stefflon Donnal közösen kiadott egy kislemezt Feels This Good címmel.
2023. március 9-én a BBC bejelentette, hogy az énekesnő képviseli az Egyesült Királyságot az Eurovíziós Dalfesztiválon az I Wrote a Song című dalával. A dalt a videoklippel együtt ugyanezen a napon mutatták be. Versenydalát a május 13-i döntőben adta elő, a szavazás során a huszonötödik helyen végzett.

## Diszkográfia

### Albumok
- Chapter 1 (2019)

### EP-k
- After Hours (2018)
- Frankly (2018)
- No One Else, Not Even You (2020)

### Kislemezek
- Close (2018)
- Jenny (2018)
- The Hoodie Song (2018)
- Pull Up (2018)
- Busy Tone (2018)
- Leave It Out (2019)
- Anticlimax (2019)
- Dick (2019)
- Therapist (2020)
- I Don't Want Your Money (2020)
- So Annoying (2020)
- HFBD (2020)
- Gone (2020)
- Better Days (2021, Neiked és Polo G közreműködésében)
- American Psycho (2022, Marshmello és Trippie Redd közreműködésében)
- I Just Came to Dance (2022)
- Feels This Good (2023, Sigala, Caity Baser és Stefflon Don közreműködésében)
- I Wrote a Song (2023)